# Bouwe Dijkstra
Bouwe Dijkstra (23 juni 1945 - 19 maart 2017) was een Nederlands dirigent.
Dijkstra richtte het Roder Jongenskoor op in 1985. Daarna was hij (mede-)oprichter van het Martini Jongenskoor uit Sneek (in 1995), het Kampen Boys Choir (2000), en de Roden Girl Choristers (2000). Dijkstra liet zich voor deze koren inspireren door Engelse kerkkoren. 
Hij gaf tot 2006 leiding aan het Roder Jongenskoor en de Roden Girl Choristers, en tot 2011 aan het Kampen Boys Choir. In 2012 richtte hij  de Koor en Solozang Academie (KSA) op, een praktijkgerichte opleiding voor zangers vanaf 7 jaar. 
Dijkstra is ook de vader van de internationaal bekende dirigent Peter Dijkstra.